# Sobarocephala diversa
Sobarocephala diversa är en tvåvingeart som beskrevs av Soos 1965. Sobarocephala diversa ingår i släktet Sobarocephala och familjen träflugor.
Artens utbredningsområde är Panama. Inga underarter finns listade i Catalogue of Life.